# Olasz Szociális Köztársaság

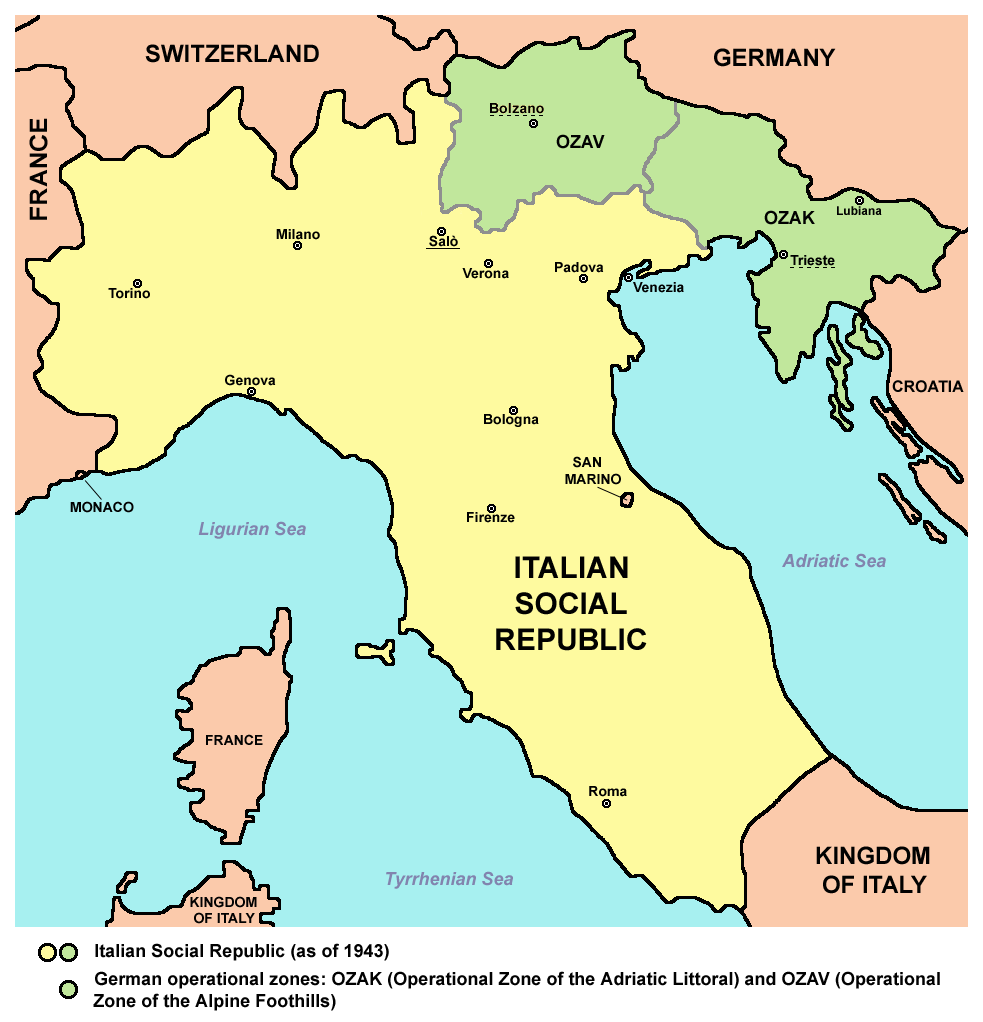
Térképe

Az Olasz Szociális Köztársaság (vagy Salòi Köztársaság, olaszul: Repubblica Sociale Italiana (ebből származó rövidítése RSI), németül: Italienische Sozialrepublik) egy Adolf Hitler irányítása alatt álló fasiszta bábállam volt Benito Mussolini vezetésével. Észak-Olaszország területén, 1943. szeptember 23. és 1945. április 25. között létezett. Ez az állam volt a második olasz fasiszta állam, a második világháborút is Németország oldalán fejezte be.

## Bevezetés
1943. július 25-én a Fasiszta Nagytanács (Gran Consiglio del Fascismo) nem szavazott bizalmat Benito Mussolininek, mondhatni leváltották mint vezért (Il Duce). Amikor pedig Mussolini felkereste a királyt, III. Viktor Emánuelt, hogy beadja lemondását tisztéről, miniszterelnökségről, a király letartóztatta, és átvette a hatalmat a hadsereg felett, megparancsolta az olasz erők parancsnokának, Pietro Badoglio marsallnak, hogy alakítson új kormányt. A marsall feloszlatta az olasz Nemzeti Fasiszta Pártot (Partito Nazionale Fascista, PNF). Ezzel összeomlott az olaszországi fasiszta uralom. 1943. szeptember 8-án pedig megkötötték a fegyverszünetet a szövetségesekkel; ekkor német csapatok szállták meg Észak-Olaszországot.

## A Salòi Köztársaság alapítása
Német ejtőernyősök és SS-alakulatok Otto Skorzeny vezetésével 1943. szeptember 12-én a „Tölgy” hadművelet keretén belül kiszabadították Mussolinit a fogságából. Így próbálták továbbra is Olaszországot a tengelyhatalmak szövetségében tartani, ezáltal iparilag fontos észak olasz városokat megtartani. Ezért Hitler 1943. szeptember 23-án Benito Mussolinit ültette a bábállam élére.
A leváltott diktátor azonnal munkához látott, és újjászervezte az olasz fasiszta pártot, amelyet időközben feloszlattak. Német rádióadón keresztül Münchenből nyilatkozatot tett közzé a megalakuló új olasz államról, ezt az adást az új Salòi Köztársaság területén (Észak- és Közép-Olaszország) is lehetett hallgatni.
A Salòi Köztársaságot 1943. szeptember 23-án kiáltották ki sebtében. Az új fasiszta államot csak Németország és Japán ismerte el, majd később a tengelyhatalmakhoz tartozó államok is: Bulgária, Finnország, Franciaország, Horvátország, Magyarország, Mandzsukuo, Románia és Szlovákia. Majd néhány olyan független állam is elismerte, mint San Marino, Svájc, és rövid gondolkodás után a Vatikán is.
Az új olasz kormány első ülése a Római Német Nagykövetségen volt. Mivel Mussolini még Németországban volt, Alessandro Pavolini helyettesítette, vezetésével kinevezték államelnöknek, a minisztertanács vezetőjének és külügyminiszternek Mussolinit. Az első külpolitikai lépéssel hadat üzentek az Olasz Királyságnak, amely délen Viktor Emánuel király vezetésével nem ismerte el a Salòi Köztársaságot. 1943. szeptember 27-én az új kormány elfoglalta székhelyét Salòban. A székhely kiválasztása nem a festői környezet miatt esett éppen erre a településre, hanem a stratégiai fontossága miatt. A közelben számos fegyvergyár volt (Beretta, Gardone Val Trompia), valamint az olasz vasipar, ami így tovább termelte a hadianyagot Németországnak és a Salòi Köztársaságnak.
Előnyös volt még Milánó, Németország és az Alpok közelsége, amely védelmet biztosított egy esetleges francia támadás ellen. Az Adriai-tenger távolsága egyáltalán nem jelentett problémát, hiszen így egy esetleges szövetséges partraszállás veszélye nem volt fenyegető. Salò és Milánó voltak Itália azon részei, amelyek a háború végéig ipari termelést végeztek, és kereskedni tudtak, ha csak a Harmadik Birodalommal is.

## Területe
A Salòi Köztársaság az egész Appennini-félszigetre igényt formált, valamint az olasz szigetekre. Ténylegesen viszont területe csak addig terjedt, ameddig a német csapatok Olaszországot megszállták. Kezdetben a frontvonal, így a határ is Róma alatt húzódott, ezért helyezték át a kormány székhelyét, az új fővárost északra. Az új állam területén viszont nem az új állam hivatalai végezték a közigazgatást, hanem a német hadigépezet.

### Közigazgatási terület
1943. szeptember 12-től a tényleges közigazgatási terület a németek által megszállt területekre korlátozódott az Alpok lábától Dél-Tirolon át az Adriáig, valamint Triesztig, Isztriáig, Fiuméig. A közigazgatást viszont nem az olasz hivatalok, hanem a német hadsereg gyakorolta. Ezeket a területet Gaukra osztották, melyek élén Gauleiterek álltak (Franz Hofer és Friedrich Rainer), akiknek közvetlenül Hitlernek kellett jelenteniük. A német törekvések természetesen ezen területek annektálására irányultak, amelyek a háború után a Német Birodalom szerves részét képezte volna.
Rainer a terület polgármestereit német tanácsadók alá rendelte, rendeleteket hozott az olasz, horvát és szlovén milíciák bevetéseire, így közvetlenül is a megszálló csapatok alá lettek besorolva. A fasiszta milíciák egyes részeit az SS-be olvasztották be; ide tartoztak még a rendőrség egyes alakulatai, amelyek a letartóztatásokért feleltek.
A szövetséges erők gyors előretörése miatt ez a terület nagyon összeszűkült: 1944-re már csak az északi területei képezték a Salòi Köztársaságot. De vele szemben itt is partizánháború és egyéb regionális aktivitások bontakoztak ki.

## Államszervezete
A Salòi Köztársaság egy egypártrendszeren alapuló fasiszta diktatúra volt. Miután a Nemzeti Fasiszta Pártot feloszlatták (Partito Nazionale Fascista), Mussolini új pártot alapított Köztársasági Fasiszta Párt (Partito Fascista Repubblicano, PFR) néven. A legfelsőbb állami szerv a minisztertanács volt (Consiglio dei Ministri), és Mussolini volt az államfő, kormányfő és a külügyminiszter, azaz korlátlan hatalommal bírt.
Az állam alkotmányát német nyomásra dolgozták ki, de nem lépett érvénybe. 1943. szeptember 13-án megindult a kidolgozás, 14-én Veronában viszont maga Mussolini halasztotta el, mert úgy döntött, a háború után fogják folytatni. Ennek ellenére megfogalmazták az új alkotmányt, amit a háború után elfogadtak volna.
Olaszország elvben Németország egyenjogú partnere volt saját önálló kül- és belpolitikával, de a Salòi Köztársaság nem volt más mint bábállam. Átvették és bevezették a Nürnbergi törvényeket, melyek 1943 előtt nem sújtották az olasz zsidóságot.
Azonban a Salòi Köztársaságot nem szabad csak bábállamként megítélni, mert a belpolitikában meglehetősen nagy szabadságot élvezett. Saját pénznemmel, postával, rádióval, bélyeggel, törvényhozással, igazságszolgáltatással rendelkezett; ezek a háború végével sem szűntek meg. Ezek a szervezetek teljesen vagy részben katonai felépítésűek voltak, a tűzoltóság fel volt fegyverezve, valamint minden bevetésre vállukon fegyverrel indultak. A rendőrségen belül volt egy alakulat, amely a vám- és pénzügyőrség szerepét töltötte be, valamint rendelkezett hírszerzéssel. Voltak még a rendőrség keretein belül az „Olasz Afrikai Rendőrség” egységei, Líbiából, Olasz Kelet-Afrikából, amelyek már csak névleg léteztek, hiszen Olaszország rég elvesztette gyarmatait.
Az erőltetett állami militarizmus a folyamatos katonai parádékban is megnyilvánult, és ez a mindennapi életben is éreztette hatását. Egyenruhák állandósultak mindenhol a közintézményekben, és az iskolai egyenruhák is kötelezővé váltak. 1944 márciusában kibontakozott egy sztrájk, amely észak-Olaszországban megbénította a vasúti és a közúti közlekedést. A sztrájkot rekordgyorsasággal törték le: az összes sofőrt és masinisztát katonákra és feketeingesekre cserélték. Hasonló intézkedések gyakran történtek, hogy a hadiipar teljesítése ne akadozzon.
A Salòi Köztársaság sokkal radikálisabb és zsarnokibb volt, mint az 1943. szeptember 13-át megelőző Olaszország, ez nyilvánult meg a politikai ellenfelek és a zsidók kíméletlen üldözésében, így a sajtó cenzúrázása és a rezsim ellenzőinek koncentrációs táborba zárása (Triesztben), valamint azoknak a fasisztáknak a kézre kerítésében, akik a fasiszta nagytanácsban 1943 júliusában Mussolini ellen szavaztak. Őket rövid eljárás után golyó általi halálra ítélték (az egykori külügyminisztert, gróf Galeazzo Cianót, a Duce vejét, Emilio de Bono marsallt).

## A német megszálló fél
Az 1943-as badogliói békekötéstől kezdve a németek még nagyobb bizalmatlansággal szemlélték az olasz szövetségest, amely az idő múlásával és a háború előrehaladtával nem mutatott kellő hatékonyságot sem a hadiipari termelésben, sem a katonai lendületben. Az olaszok belefáradtak a háborúba, ami már nem is az ő háborújuk volt, legalábbis már nem a szövetséges erők ellen. Mindinkább kibontakozott egy partizánháború a németek és a fasiszta kormány ellen. Az olaszországi német erők parancsnoka, Rudolf Toussaint tisztában volt a kialakult helyzettel, és ennek megfelelően cselekedett. A területeket a német hadigépezet igényei szerint kizsákmányolták, pl. az olasz királyság katonáit, akik nem léptek be a köztársaság hadseregébe, kényszermunkára vitték. Ezeknek a száma 1944 nyarára elérte a 420 ezret, egy részüket Németországba deportálták. A 270 km hosszú Gót vonal kiépítésénél is 50 ezer olasz kényszermunkás robotolt.

## Zsidóüldözés
A német megszállással megváltozott a zsidók helyzete Olaszországban. Már a megszállás kezdetét követően történtek atrocitások velük szemben. Az 1. SS-páncélos hadtest Leibstandarte-SS Adolf Hitler a Lago Maggiore tóhoz menekült zsidó családokat mészárolt le. Októberben és novemberben az ilyen jellegű események egyre gyakoribbá váltak Rómában, a gettóban 1200 embert tartóztattak le. A köztársaság semmit sem tett az üldözések ellen, sőt 1943. november 14-én törvénybe iktatta, hogy a zsidók ellenségnek számítanak: ekkor vesztette el az ott élő zsidóság minden alkotmányos jogát. Két héttel később a belügyminiszter, Guido Buffarini Guidi elrendelte minden zsidó származású egyén koncentrációs táborba zárását, és vagyonuk elkobzását. A zsidókat olasz biztonsági alakulatok tartóztatták le, és utána átadták a német erőknek, akik a deportálásukat hajtották végre. A legtöbb transzport Theresienstadtba ment, ami egy megálló volt a halálgyárak előtt, de voltak transzportok, amelyeket közvetlenül auschwitzi koncentrációs táborba szállítottak. Alig néhányan tértek vissza közülük. Voltak természetesen, akik el tudtak rejtőzni, pl. a Vatikán falain belül és a katolikus egyház egyéb épületeiben 4000 zsidó talált menedéket.

## Ellenállás és a bukás
Az ellenállás a szövetségesek déli támadásaival, győzelmeivel csak erősödött, jelentősége megnőtt. 1944 végére 150 ezerre becsülhető a partizánok száma, akik ideiglenesen mind nagyobb területeket foglaltak el a tengelyhatalmaktól. Kezdetben önálló kis csoportok vették fel a harcot, később szerveződtek csak és álltak össze századokba és hadosztályokba. 1944 márciusában többnapos ütközetekre került sor a partizánok és a német hadsereg, valamint SS-egységek között Piemontnál, áprilisban Valsesiánál, májusban Venetóban. A megszálló erőknek komoly gondokat okozva, és jól kidolgozott támadásokkal foglaltak el területeket az Alpokban és az Appenninekben Genova, Piacenza, valamint Savona, Sanremo, Cansiglio és Friuli között. Mivel a partizánok ellen mind a németek, mind a Salòi Köztársaság egységei küzdöttek, és minthogy fegyveres konfliktusokban a partizánok bizonyultak jobbnak, ellenük a leghatásosabb fegyver a korlátlan terror volt, amit a helyi lakosságon gyakoroltak. Így 1944 őszén a német csapatok nagy offenzívát indítottak a Stella Rossan partizánegység ellen az Appenninekben, amelynek során 1830 embert gyilkoltak le, 500 közülük gyerek volt. 800 lakást romboltak le, azonkívül számos templomot és iskolát. Az ilyen lépésekkel próbálták megszüntetni a partizánok utánpótlási vonalait és támogatói bázisukat. Így sikerült felszámolniuk az ossolai partizánállamot.
1945 februárjában nagyszabású sztrájk bontakozott ki Liguriában, majd Milánóban és Torinóban, ennek következtében itt az állami közigazgatás összeomlott. Márciusban a partizánok széles offenzívába kezdtek, ezt támogatva április 18-án általános sztrájk kezdődött országszerte, majd egész Észak-Itáliában felkelés tört ki. A partizánok sorra foglalták el a településeket még a szövetségesek megérkezése előtt, megkönnyítve azok előretörését. Április 21-én Bologna elfoglalásánál a szövetségesek mellett partizánok is harcoltak. Benito Mussolini diktátor elmenekült a szövetségesek elől, de a partizánok elfogták és kivégezték, testét pedig fejjel lefelé felakasztva közszemlére tették, barátnőjével együtt. Milánót, Velencét, Torinót és a Piave vidékét a partizánok  elfoglalták; több német egység is a partizánok előtt tette le a fegyvert. 1945. április 29-én kapituláltak a olaszországi fasiszta erők, bár Triesztnél még május 5-én is harcok folytak.

## A Salòi Köztársaság vége
1945. április 25. volt a Salòi Köztársaság utolsó napja. Mussolini átadta a hatalmat pénzügyminiszterének, Domenico Pellegrini Giampietrónak, és elhagyta Milánót, hogy Svájcon keresztül Németországba meneküljön. 26-án a partizánok elfogták és felakasztották.

## A Salòi Köztársaság kormánya
| Államfő                       | Benito Mussolini               | (1943–1945) |                 |             |
| Külügyminiszter               | Benito Mussolini               | (1943–1945) |                 |             |
| Védelmi miniszter             | Rodolfo Graziani marsall       | (1943–1945) |                 |             |
| Belügyminiszter               | Guido Buffarini-Guidi          | (1943–1945) | Valerio Zerbine | (1945)      |
| Igazságügyi miniszter         | Antonino Tringali-Casanova     | (1943)      | Pietro Pisenti  | (1943–1945) |
| Pénzügyminiszter              | Domenico Pellegrini Giampietro | (1943–1945) |                 |             |
| Iparért felelős miniszter     | Silvio Gai                     | (1943)      | Angelo Tarchi   | (1943–1945) |
| Közmunkaügyi miniszter        | Ruggero Romano                 | (1943–1945) |                 |             |
| Kommunikációs miniszter       | Augusto Liverani               | (1943–1945) |                 |             |
| Munkaügyi miniszter           | Giuseppe Spinelli              | (1945*)     |                 |             |
| Nemzeti neveltetési miniszter | Carlo Alberto Biggini          | (1943–1945) |                 |             |
| Kulturális miniszter          | Fernando Mezzasoma             | (1943–1945) |                 |             |
| Pártelnök                     | Alessandro Pavolini            | (1943–1945) |                 |             |
| Államtitkár                   | Achille Starace                | (1943–1945) |                 |             |

*A munkaügyi minisztériumot csak 1945-ben alakították meg.

## Katonaság

### Reguláris haderő
A Salòi Köztársaság katonailag nagyon függött Németországtól, de rendelkezett saját hadsereggel, minden fegyvernemmel, hadserege pedig 780 ezer embert számlált. Katonai uniformisa 1943 után megváltozott: a rangjelzésekben a csillagokat felváltotta a rövid, kétélű kard: a római időket idézve. A hadsereg neve Olasz Köztársasági Hadsereg lett; olaszul csak Militinek becézték. Létezett azonban egy olasz SS-egység is, amelynek a neve Legionari, azaz légiósok volt, s a partizánok ellen küzdött, Nazifascistinak (nácifasisztáknak) nevezték.
Az új hadsereg egyes egységeit Németországban képezték ki, ezek hírhedtek voltak brutális hadviselésükről. Számos partizánegység esett áldozatul nekik, és a szövetségeseknek is számos nehézséget okoztak. De a köztársaság katonái nem tudták jelentős számban képviseltetni magukat a szövetségesek ellen, mert a németek nem bíztak meg bennük. Mussolini olasz SS-hadosztály felállítását szorgalmazta, de ebből csak egy jött létre. Ezeket kommunista partizánok ellen vetették be Triesztnél és az Isztrián. A partizánok elleni küzdelmet hihetetlen kegyetlenség és barbarizmus jellemezte, és a civil lakosságra gyakorolt terror. Az isztriai területeken különösen kegyetlen terrort alkalmaztak a főként szláv (horvát, szlovén) lakossággal szemben (tömeges kivégzések és az épületek lerombolása).

#### Hadsereg
Az Esercito Nazionale Repubblicano Rodolfo Graziani vezetésével képezte az olasz haderő magját, ami a német hadifogságba esett összesen 600 ezer ember volt, köztük három páncélozott alakulat, így épségben vészelték át a háború első felét. A köztársaság katonai alakulatait inkább a partizánok leküzdésére csoportosították a hátországba, és csak idővel vetették be őket a szövetségesek ellen. A tűzkeresztségen Anziónál estek át, ahol kis véráldozatok árán is jól tartották magukat, ha a szövetségeseket nem is tudták visszavetni. 1944 telén került sor egyetlen nagy offenzívájukra az amerikai csapatok ellen: azokat meglepte a támadás jólszervezettsége és agresszivitása. Az olasz erőket Németországban képezték ki, fegyverzetük is megegyezett a németekével, de járműparkjuk túlnyomó többségét a sajátjuk alkotta.

#### Légierő
A Aviazione Nazionale Repubblicana (A.N.R.) sokszor a német légierőtől függetlenül tevékenykedett, és sikeresen lépett fel a szövetséges erők ellen. Kezdetben kizárólag olasz repülőállománnyal bírt a légierő, de később túlsúlyba kerültek a német gépek. A bombázók és szállítógépek teljesen német gyártmányúak voltak, 1941–45 között a keleti fronton sikeres bevetéseket hajtottak végre. A légierő számított az igazi sikeres alakulatnak a háború befejezéséig. 1943-tól Olaszországban két légierő is volt: az egyik a szövetségesek, másik a tengelyhatalmak oldalán küzdött, bár egymás ellen sohasem kellett harcolniuk.
Az ANR utolsó ütközete 1945. április 28-án délután volt, amikor Mussolinit meggyilkolták. Egy kötelék Messerschmitt Me 109K-4 (a leggyorsabbak) megtámadtak egy amerikai bombázóköteléket (B-26), és veszteségek nélkül semmisítették meg jelentős részüket.

#### Tengerészet
A Marina Nazionale Repubblicana (M.N.R.) az egykori királyi tengerészet utódja, jelentősen kisebb és jelentéktelenebb volt. Hajói nemigen voltak, s a tengeralattjáróik száma sem volt jelentős részét. Voltak viszont igazán nagy harcértékű egységei, pl. a Decima MAS, amely jóval megelőzte az idejét, korának egyedülálló alakulata volt. A Fekete-tenger térségében is jelentős tevékenységet végeztek (aknatelepítés, szovjet tengeralattjárók és hadihajók elsüllyesztése).

#### Servizio Ausiliario
1944-ben egy új katonai szervezet alakult meg, a Servizio Ausiliario Femminile, ez az alakulat női segélyszervezet volt a hadseregen belül.

### Félkatonai szervezetek
A reguláris haderő mellett több kisebb harcoló egység is létezett, melyek harci értéke jelentéktelen volt. Ezek közül a legjelentősebb a Fekete Brigádok volt.

#### Fekete brigádok
A Brigate Nere 1944-ben alakult meg, a párt magánhadseregét jelentette, és a feketeinges milíciát próbálták helyettesíteni velük. A Hitler elleni merénylet után felértékelődött jelentősége a párt számára. Nemcsak a szövetségesek és a partizánok ellen küzdöttek, hanem a politikai ellenfelek ellen is bevetették. A Guardia Nazionale Repubblicana brutalitása már hírhedt volt: fosztogatások, rablások, gyilkosságok és egyéb erőszakos cselekmények írhatók számlájukra.
Egyenruhájuk egyezett az olasz katonaság egyenruhájával, azzal a kivétellel, hogy fekete zubbonyt és halálfejes váll-lapot hordtak. Tagságuk 78 000 embert számlált.

#### Legione Autonoma Ettore Muti
Az 1943-ban meggyilkolt Ettore Muti után elnevezett Autonome Legion Ettore Muti egy Milánóban telepített kis egység volt, amely az ellenállás letörésére és a partizánok elleni küzdelemre specializálódott.

#### Feketeingesek
A Camicie Nere 1943-ban elvben feloszlatott szervezet újjászerveződött, korábban milíciaként, de megalakulása után már csak politikai szervezetként működött. Már nem szolgáltak katonai alakulatként, de a sztrájkok letörésében jelentős szerepet vállaltak.

#### Fiamme Bianche
A Fehér Lángok olaszországi fasiszta ifjúsági szervezet, a Fiamme Bianche a német Hitlerjugendhez hasonló volt, bár harci bevetésükre nem került sor.